# Agua y sal
Agua y sal es una película argentina del género de drama dirigida por Alejo Taube con su propio guion que se estrenó el 12 de enero de 2012 y que tuvo como protagonistas a Rafael Spregelburd, Paloma Contreras y Mía Maestro.

## Sinopsis
Las vidas de Biguá, un trabajador portuario, espera un hijo con su joven novia y se embarca en alta mar y Javier que a los 40 años, tiene una esposa a la que quiere, trabajo y un buen pasar y que en forma recurrente sueña con otra vida, con ser otro muy distinto, se cruzan como en un sueño mágico y misterioso. El filme revisita el tema del doble y su pregunta: ¿existirá, en algún lugar del mundo, un doble para cada uno de nosotros? Y, en caso de existir, ¿qué pasaría si tomáramos su vida? El director afirma que lo inspiró mucho el cuento El Sur, de Jorge Luis Borges, que es la historia de un hombre que sueña con una muerte gloriosa, que no es la propia si no la de un antepasado que nunca conoció.

## Reparto
- Rafael Spregelburd ... Javier / Biguá
- Mía Maestro ... Micaela
- Paloma Contreras ... Milena
- Daniel Cúparo ... Choco
- Mónica Lairana ... Mamá de Milena
- Gustavo Cortese ... Tucho
- Yamila Klasmeier ... Mamá pensión
- Benjamín Jujnovic ... Bebé pensión
- Diego Enrique ... Nene pensión
- Matías Enrique ... Nene pensión
- Belén Britos ... Hermana de Milena
- Mariana Orrego ... Hermana de Milena
- Lourdes Montenegro ... Hermana de Milena
- Esther Gómez ... Abuela de Milena
- María Luisa López ... Bisabuela de Milena
- Roberto Montenegro ... Cuñado de Milena
- Hernán Ferreyra ... Amigo bar
- Jorge Alberto Bandys ... Secretario de la Unión
- Daniel Coelho ... el Capitán
- Chi Yen Chan ... Sr. Chan
- Daniel Jeng ... el Chino
- Daniel La Rosa ... el Tala
- Fernando Torre ... Gastón el Mudo
- Julián Felcman ... Doctor hospital
- Andrés D'Alamo ... Ricky
- Gabriel Fernández ... Gustavo
- Pitu Petrucci ... Secretaria Micaela
- Felipe Lach ... Doctor Fertilidad
- Luciano Cazaux ... Abogado amigo
- Paula Burgos ... Mucama
- Carolina Huerta ... Doctora Hospital
- Juan Curcio ... Joven estación de servicio

## Comentario
El cronista de Página 12 opinó que "El dramaturgo y actor le pone especial brillo a una película que vuelve a ensayar interrogantes sobre la posibilidad de otras vidas, otras elecciones. Y aunque por momentos toma cierta distancia emocional de sus personajes, la trama funciona...Agua y Sal es una suerte de hibridación entre Las vidas posibles y El otro. El dispositivo es similar al de la ópera prima de Gugliotta, con un mismo protagonista poniéndoles el rostro a dos personajes, inflamando así la idea de una potencial desaparición electiva; mientras que, a su vez, adopta trazos argumentales cercanos al film de Rotter, como ese deseo manifiesto de despersonalizarse adoptando usos y costumbres ajenas para apostar a un relato más distante y prolijo. Lo que no es necesariamente negativo, salvo cuando esa prolijidad deviene momentánea frialdad y genera un desapego para con los personajes y su suerte. Sin embargo, Agua y Sal no se hunde en la distancia emocional insalvable gracias a la flotación natural de ese actor enorme que es Rafael Spregelburd. Desde la excelente La ronda en adelante, el dramaturgo se apropia de sus criaturas para darles carnadura a través de gestos mínimos. En él confluyen el andar bonachón del taxista de la ópera prima de Inés Braun, el gesto adusto y repulsivo ante su vecino en El hombre de al lado, y ahora Javier y Biguá, dos personajes en las antípodas, aunque apenas distanciados por la pasada o no de una afeitadora.
Según el crítico de La Nación, "Alejo H. Taube logró, con un guion que le pertenece, radiografiar tanto a Javier, que parece haberse convertido en el hombre de mar que siempre deseó, como a Biguá, ese ser que deja transitar su melancolía entre las encrespadas aguas. La trama va encaminándose hacia un viaje emotivo y permite guiar a través de la vida imaginada de esos dos hombres tan iguales como diferentes. Si por momentos el relato cae en cierta confusión, no por ello sus dos protagonistas, encarnados con indudable calidad por Rafael Spregelburd, retratan esas existencias que son, en definitiva, la necesidad de hallar cada uno de ellos su ansiado destino. En este, su segundo largometraje -el primero fue Una de dos-, Taube supo conciliar lo cotidiano con lo onírico y pudo hallar así un film que permite recapacitar acerca de la necesidad de buscar más allá de la realidad esos íntimos deseos de ser otro y de hallar en su nueva personalidad lo que ambos siempre, y muy dentro de sí, necesitaban para proseguir su camino en el mundo. Impecable en sus rubros técnicos -una excelente fotografía y una música que apuntala el clima de la historia- Agua y sal es un film tan atípico como fascinante al que se le deben sumar los muy buenos trabajos, además del protagónico, de Mia Maestro, de Paloma Contreras y de Daniel Cúparo, convirtiéndolo así en una anécdota que relata el misterio de la vida y de la muerte, así como el deseo de trascender y mantener vivo un sueño a pesar de la naturaleza efímera de nuestra existencia".